# امیل لگاولت
امیل لگاولت (انگلیسی: Émile Legault؛ زادهٔ ۱۰ آوریل ۲۰۰۰) بازیکن فوتبال اهل کانادا است.
از باشگاه‌هایی که در آن بازی کرده‌است می‌توان به باشگاه فوتبال اوسر اشاره کرد.
وی همچنین در تیم‌های ملی فوتبال Canada men's national under-17 soccer team و Canada men's national under-20 soccer team بازی کرده‌است.